# The Calling
The Calling är ett rockband från Los Angeles, Kalifornien. Bandet grundades av Alex Band (sång) och Aaron Kamin (gitarr) när Kamin dejtade Bands syster.

## Karriär
Efter att bandet bildats 1999 blev Band och Kamin upptagna av skivbolaget RCA.
The Callings första album spelades in mellan 1999 och 2001. Allt eftersom bandet fortsatte togs Sean Woolstenhulme (gitarr), Billy Mohler (basgitarr) och Nate Wood (trummor) in i bandet som extramusiker/turnerande musiker, några låtar nyinspelades även. The Callings debutalbum Camino Palmero utkom i juli 2001 och blev snabbt en succé till följd av singeln "Wherever You Will Go", som bland annat var med i den första säsongen av TV-serien Smallville.
I juni 2002 lämnade Woolstenhulme The Calling, Mohler lämnade i oktober 2002.
I november 2003 stämde tidigare medlemmarna Wood och Mohler Band och Kamin samt gruppens manager. Anklagelserna var dåligt ledarskap, bedrägeri och en förfrågan om revidering av de spenderade pengarna under deras tid i bandet. De påstod att de hade blviit lovade en del av royalties och intjänade pengar från turnerande och sålda varor under 2001–2002. Band och Kamin menade att de var två inhyrda musiker och att de inte hade någon rätt till royalties.
I juni 2004 återvände gruppen med albumet Two. Albumet hade tre singlar med tillhörande musikvideor, "Our Lives", "Things Will Go My Way" och "Anything". Med nya musiker turnerade bandet under större delen av 2004, då grundaren Kamin endast gjorde sporadiska framträdanden. I juli 2005 gjorde bandet ett uppehåll efter en farvälkonsert i Temecula, Kalifornien.

## Bandmedlemmar
Nuvarande medlemmar
- Alex Band – sång (1999–2005, 2013–)
- Daniel Thomson – trummor (2014–)
- Travis Loafman – sologitarr (2016–)

Tidigare medlemmar
- Aaron Kamin – sologitarr, bakgrundssång (1996–2005)
- Sean Woolstenhulme – rytmgitarr, bakgrundssång (1996–2002)
- Billy Mohler – basgitarr (1996–2002)
- Nate Wood – trummor, slagverk, bakgrundssång (1996–2002)
- Dino Meneghin – rytmgitarr, sång (2002–2003)
- Sean Kipe – gitarr, bakgrundssång (2013)
- Erick John – gitarr (2013)
- Noemi Villanueva – gitarr (2013)
- Jake Fehres – basgitarr (2013)
- Art Pacheco – trummor, slagverk (2013)

Turnerande musiker
- Kaveh Rastegar – basgitarr (2004)
- Corey Britz  basgitarr (2004-2005)
- Justin Derrico – gitarr (2004–2005)
- Daniel Damico – gitarr, bakgrundssång, keyboard (2004–2005)
- Justin Meyer – trummor, slagverk (2004–2005)
- Al Berry – basgitarr (2016)

## Diskografi
Studioalbum
| 2001                                     | Camino Palmero | 6  | 2 | 1  | 1 | 5xPlatina (USA), 9xPlatina (ITA), 1xDiamant + 3xPlatina (MEX) | 9 500 000 |
| 2004                                     | Two            | 54 | 9 | 20 | — | 1xGuld (ITA)                                                  | 1 500 000 |
| ( — = albumet nådde ingen listplacering) |                |    |   |    |   |                                                               |           |

Singlar
- "Wherever You Will Go" (2001)
- "Adrienne" (2002)
- "Could It Be Any Harder" (2002)
- "For You" (2003)
- "Our Lives" (2004)
- "Things Will Go My Way" (2004)
- "Anything" (2004)

Samlingsalbum
- The Very Best of The Calling (2011)

### Fotnoter
1. 1 2  O'Neill, Sinead (2004-05-05). ”Calling all rock fans”. The Sun. http://www.thesun.co.uk/sol/homepage/showbiz/webchats/article206467.ece. Läst 25 november 2008.  ”Since they formed in 1999, the two-piece - Aaron Kamin and Alex Band - have battled a hectic schedule, crazy fans and even a dispute with their own support musicians to make it to the big time.”
2. 1 2  Band, Alex and Kamin, Aaron (1 juli 2005). ”7-1-05 - Some News”. The Calling Official Website. Arkiverad från originalet den 2 december 2008. https://web.archive.org/web/20081202034349/http://www.thecallingband.com/news.php. Läst 25 november 2008.  ”Hello! As some of you may have heard, The Calling will be going on hiatus for a while.”
3. ↑  ”Calling returns with new album, outlook”. AP. 18 augusti 2004. http://www.msnbc.msn.com/id/5749628/. Läst 25 november 2008.  ”The duo met when Kamin, then a premed student at UCLA, began dating Band’s sister.”
4. ↑  ”Smallville Music”. tunefind.com. http://www.tunefind.com/show/smallville/season-1/942. Läst 13 februari 2015.
5. ↑  ”For The Record: Quick News On Stone Cold Steve Austin, Foxy Brown, The Calling, Cam'ron & More”. MTV. 17 juni 2002. Arkiverad från originalet den 14 januari 2009. https://web.archive.org/web/20090114063709/http://www.mtv.com/news/articles/1455265/20020617/foxy_brown.jhtml. Läst 25 november 2008.  ”Sean Woolstenhulme, guitarist for the Calling, is leaving the band to join his brother Rick Woolstenhulme in Lifehouse.”
6. ↑  ”LA Music Academy - Careers - Success Stories - Nate Wood”. Los Angeles Music Academy. 28 maj 2005. Arkiverad från originalet den 21 januari 2005. https://web.archive.org/web/20050121204630/http://www.lamusicacademy.com/careers/successstoriesnate.asp. Läst 25 november 2008.  ”Nate left The Calling in October of '02 to join Kneebody, and to record a solo album at home on a Rolands 1680, singing and playing all the instruments himself.”
7. 1 2  Kaufman, Gil (4 november 2003). ”The Calling Sued By Former Bandmates; Finish Second Album”. MTV. Arkiverad från originalet den 14 januari 2009. https://web.archive.org/web/20090114111235/http://www.mtv.com/news/articles/1480163/20031104/calling.jhtml. Läst 25 november 2008.
8. ↑  Wiederhorn, Jon (27 januari 2004). ”The Calling Call Former Bandmates' Suit 'Dirty,' Prepare New Single”. MTV. Arkiverad från originalet den 3 april 2010. https://web.archive.org/web/20100403030615/http://www.mtv.com/news/articles/1484600/20040126/calling.jhtml. Läst 25 november 2008.  ”The Calling contend that Mohler and Wood were hired guns and therefore not entitled to royalties.”